# Der Polizistenmörder
Der Kriminalroman Der Polizistenmörder (schwedischer Originaltitel: Polismördaren) des Autorenpaares Maj Sjöwall und Per Wahlöö ist der neunte Roman der Dekalogie Roman über ein Verbrechen. Die schwedische Erstveröffentlichung erschien 1974, in der Bundesrepublik Deutschland erschien der Roman 1976 und in der DDR 1985.

## Handlung
In dem südschonischen Dorf Anderslöv wird eine Frau, Sigbrit Mård, vermisst. Da ihr Nachbar, der Sexualmörder Folke Bengtsson (der in Die Tote im Götakanal, dem ersten Roman der Serie, von Martin Beck und seinen Kollegen gefasst wurde und seine Strafe verbüßt hat), als Hauptverdächtiger gilt, werden Beck und sein Kollege und Freund Lennart Kollberg nach Anderslöv beordert. Dem recht großen Aufgebot an Journalisten, welches sich einfindet, gehört auch Åke Gunnarsson an, der sich jetzt Boman nennt und von Beck und Kollberg in Der Mann, der sich in Luft auflöste, Band 2 der Serie, des Totschlags an Alf Matsson überführt worden war.
Bengtsson wird auf Weisung „von oben“ verhaftet – und die Presse wendet sich schnell einer neuen Sensation zu: Nach einer Schießerei zwischen einer Polizeistreife und zwei jugendlichen Dieben entkommt einer der beiden. Polizei und Presse fahnden nun nach dem „Polizistenmörder“, obwohl dieser gar keinen Polizisten umgebracht hat (bei der Schießerei wurde einer der Jugendlichen getötet, nachdem er zwei Polizisten schwer verletzt hatte, ein dritter Polizist starb kurze Zeit später an einem Wespenstich und damit „an den Verletzungen, die er sich im Zusammenhang mit dem Schusswechsel zugezogen hatte“).
Martin Beck ermittelt, dass Sigbrit Mård, deren Leiche mittlerweile gefunden wurde, einen unbekannten Liebhaber gehabt hatte – und der flüchtige Jugendliche Ronnie Kaspersson stiehlt ausgerechnet dessen Auto, wodurch Kaj Evert Sundström der Mord nachgewiesen werden kann. Nach der Hetzjagd auf Kaspersson quittiert Kollberg den Dienst.

## Verfilmung
Das Buch wurde 1994 in einer schwedisch-deutschen Produktion verfilmt; Regisseur war Peter Keglevic.